# Resolució 1785 del Consell de Seguretat de les Nacions Unides
La Resolució 1785 del Consell de Seguretat de les Nacions Unides fou adoptada per unanimitat el 21 de novembre de 2007. Després de recordar les resolucions 1031 (1995), 1088 (1996), 1423 (2002), 1491 (2003), 1551 (2004), 1575 (2004) 1639 (2005) i 1722 (2006) sobre els conflictes a l'antiga Iugoslàvia, el Consell va estendre el mandat d'EUFOR Althea a Bòsnia i Hercegovina com a successor legal de la Força d'Estabilització (SFOR) per 12 mesos més.

## Detalls
Observant que, fins ara, Bòsnia i Hercegovina només havia fet progressos "molt limitats" cap als punts de referència per a la integració amb la Unió Europea, el Consell autoritza ampliar un any més el mandat de l'EUFOR Althea per garantir el compliment continuat de l'acord de Dayton de 1995 com successora de la SFOR, reconeixent el dret de tots dos les organitzacions prenguin totes les mesures necessàries per defensar-se d'atacs o amenaces. També reitera que la responsabilitat primordial per la continuació de l'aplicació de l'Acord de Pau correspon a les autoritats de Bòsnia. El seu compliment, inclosa l'entrega per al judici de totes les persones acusades pel Tribunal Penal Internacional per a l'antiga Iugoslàvia, determinarà la voluntat constant de la comunitat internacional i els principals donants de donar suport.
El Consell també va subratllar el seu ple suport a l'Alt Representant per a Bòsnia i Hercegovina en el seguiment de l'aplicació de l'Acord de Pau i va reconèixer que és l'autoritat final del teatre en relació amb la interpretació de l'aplicació civil de l'Acord.